# Bauersfrau und Teufel

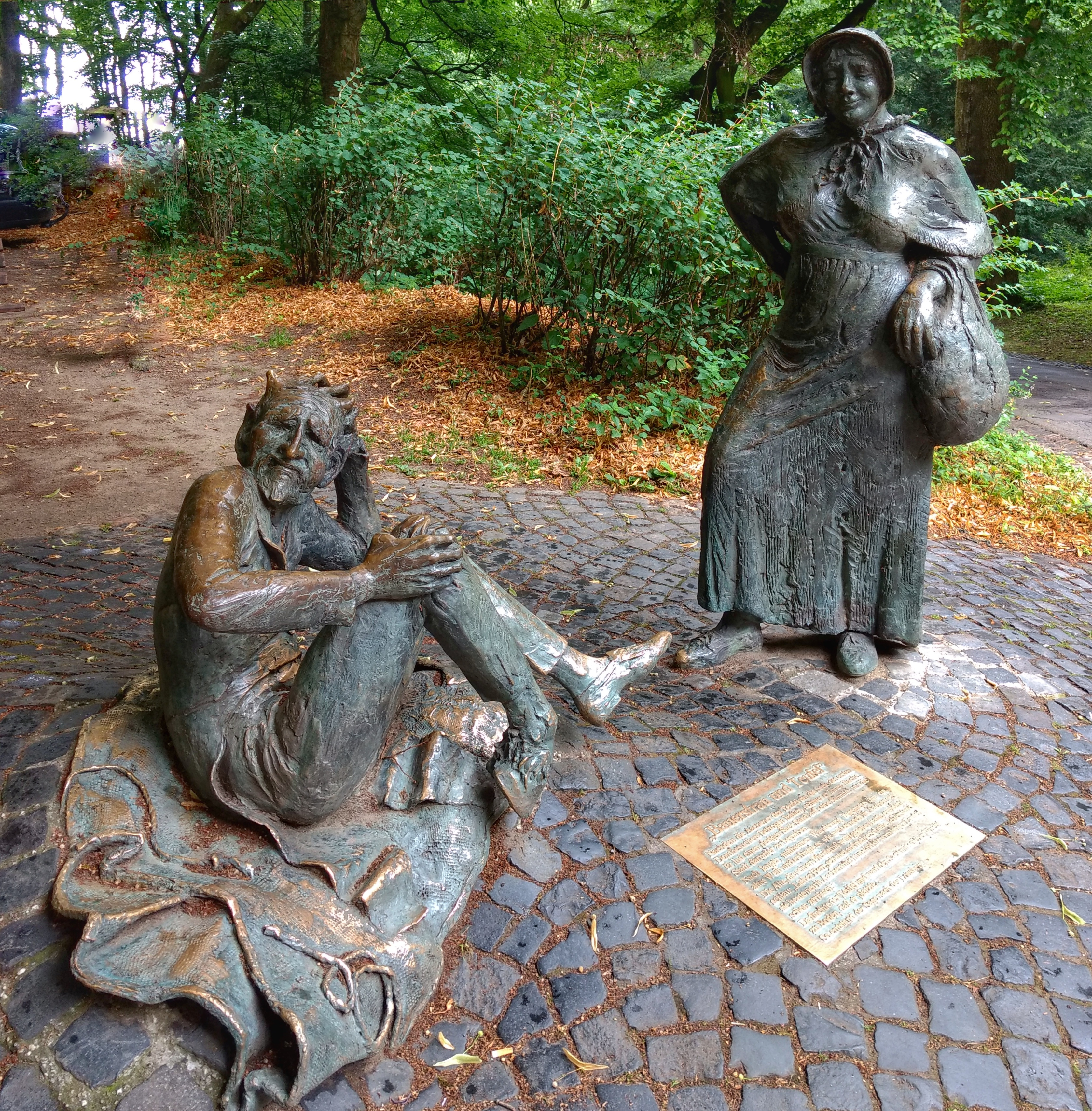
Statuengruppe Bauersfrau und Teufel auf dem Lousberg

Bauersfrau und Teufel ist eine Statuengruppe auf dem Lousberg in Aachen. Das Denkmal erinnert an die Lousbergsage, die auf ätiologische Weise die Existenz des Lousbergs als Einzelberg mitten im Aachener Talkessel zu erklären versucht.

## Standort
Das Denkmal steht am Ende der Kupferstraße auf einem Bergsattel zwischen dem Lousberg und dessen kleineren Nachbarn, dem Salvatorberg. An dieser Stelle treffen vier Straßen und drei Fußwege aufeinander. Die einzige Zufahrt mit dem Auto sowohl auf den Lousberg als auch auf den Salvatorberg führt hier vorbei.

## Geschichte
Die Statuengruppe wurde 1985 von der Aachener Künstlerin Krista Löneke-Kemmerling, der Ehefrau des Bildhauers Hubert Löneke, geschaffen.  
Ursprünglich hatte die Figur des Teufels an jeder Hand einen Daumen, was jedoch im Widerspruch zur Aachener Dombausage steht. Danach hatte der Teufel aus Ärger die Wolfstür mit solcher Gewalt zugeworfen, dass ein Daumen in einem Türzieher hängen geblieben war. In einer nächtlichen Aktion wurde an der Figur des Teufels ein Daumen von Unbekannten abgesägt. Der abgesägte Daumen wurde nie wiedergefunden, die polizeilichen Ermittlungen wegen Sachbeschädigung wurden ohne Ergebnis eingestellt. Die Künstlerin erkannte aber ihren Irrtum an und verschloss einfach die Schnittstelle.

## Beschreibung
Nach der Lousbergsage wollte der Teufel Aachen mit Sand zuschütten, wurde aber von einer alten Frau (bei dem Denkmal als Bauersfrau dargestellt) überlistet. Er schmiss den Sandsack auf die Erde, worauf dieser aufplatzte, der Sand auslief und den Lousberg bildete.
Das Denkmal zeigt die Figuren der Bauersfrau und des Teufels getrennt voneinander auf einem gepflasterten Untergrund. Der Teufel sitzt auf einem leeren Sandsack und greift sich an den Kopf. Die Bauersfrau, die ihn überlistet hatte, sieht ihn mit einem verschmitzten Lächeln an. Vor den Figuren gibt eine in den Boden eingelassene Plakette eine Kurzfassung der Sage wieder.

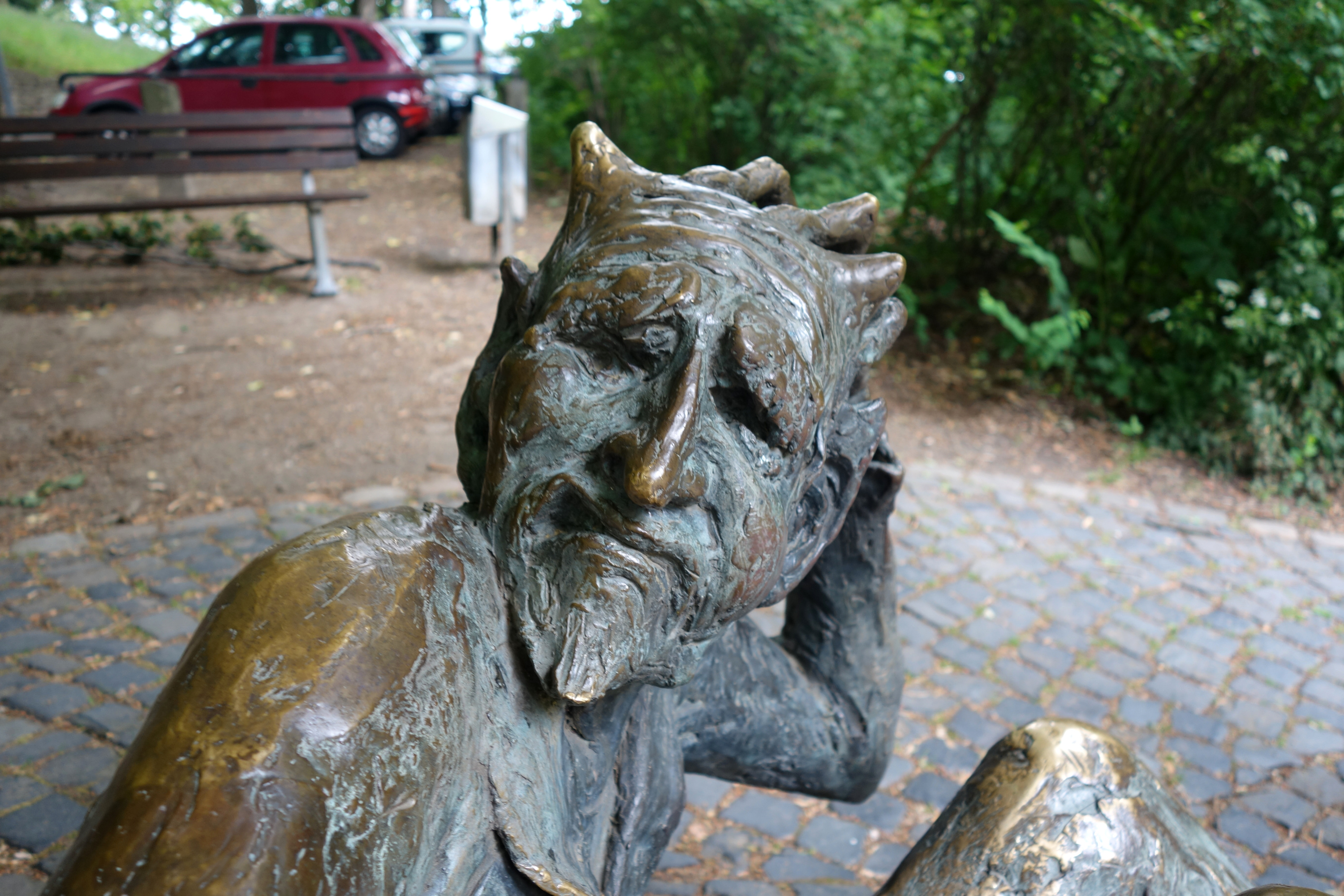
Kopf des Teufels
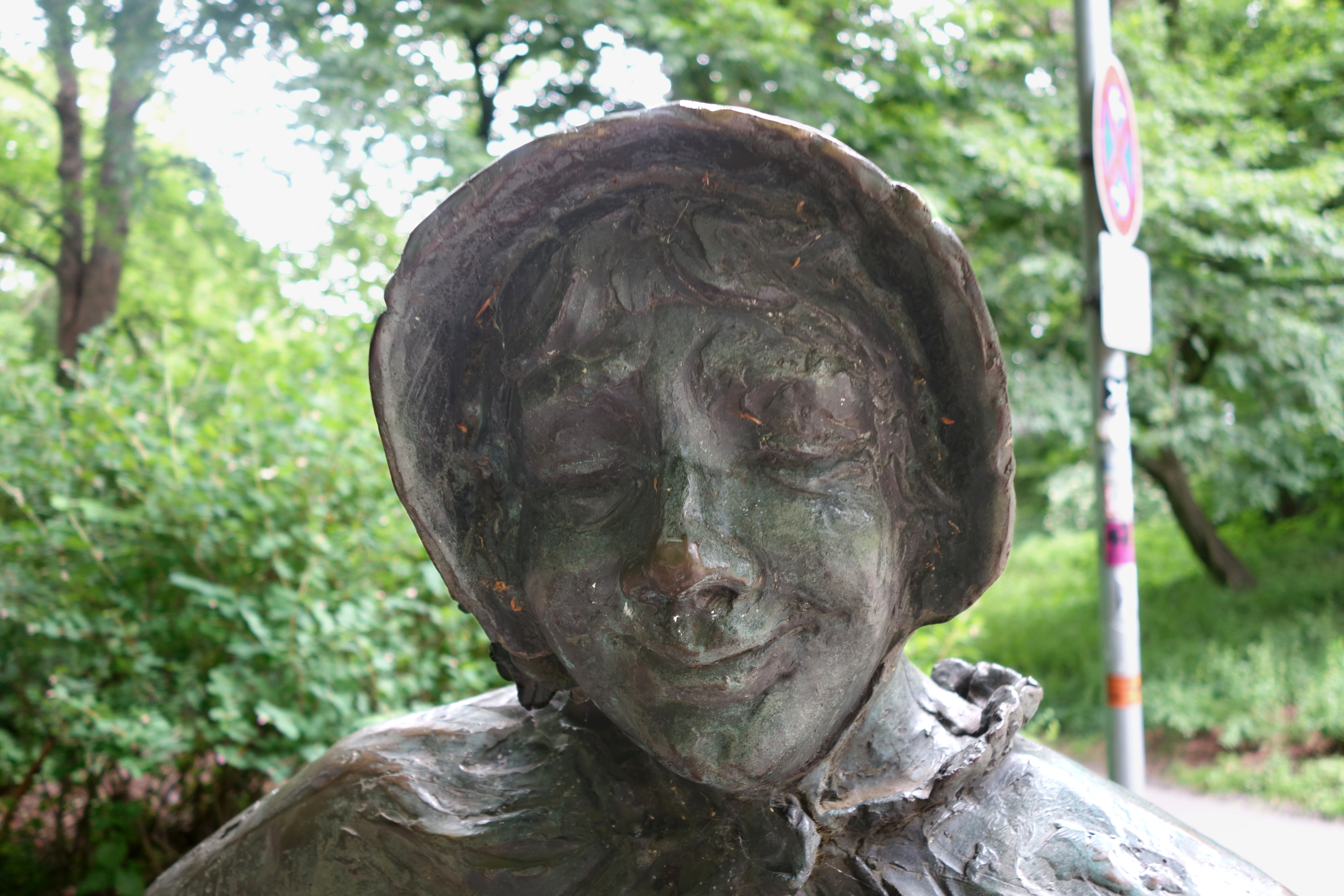
Kopf der Bauersfrau
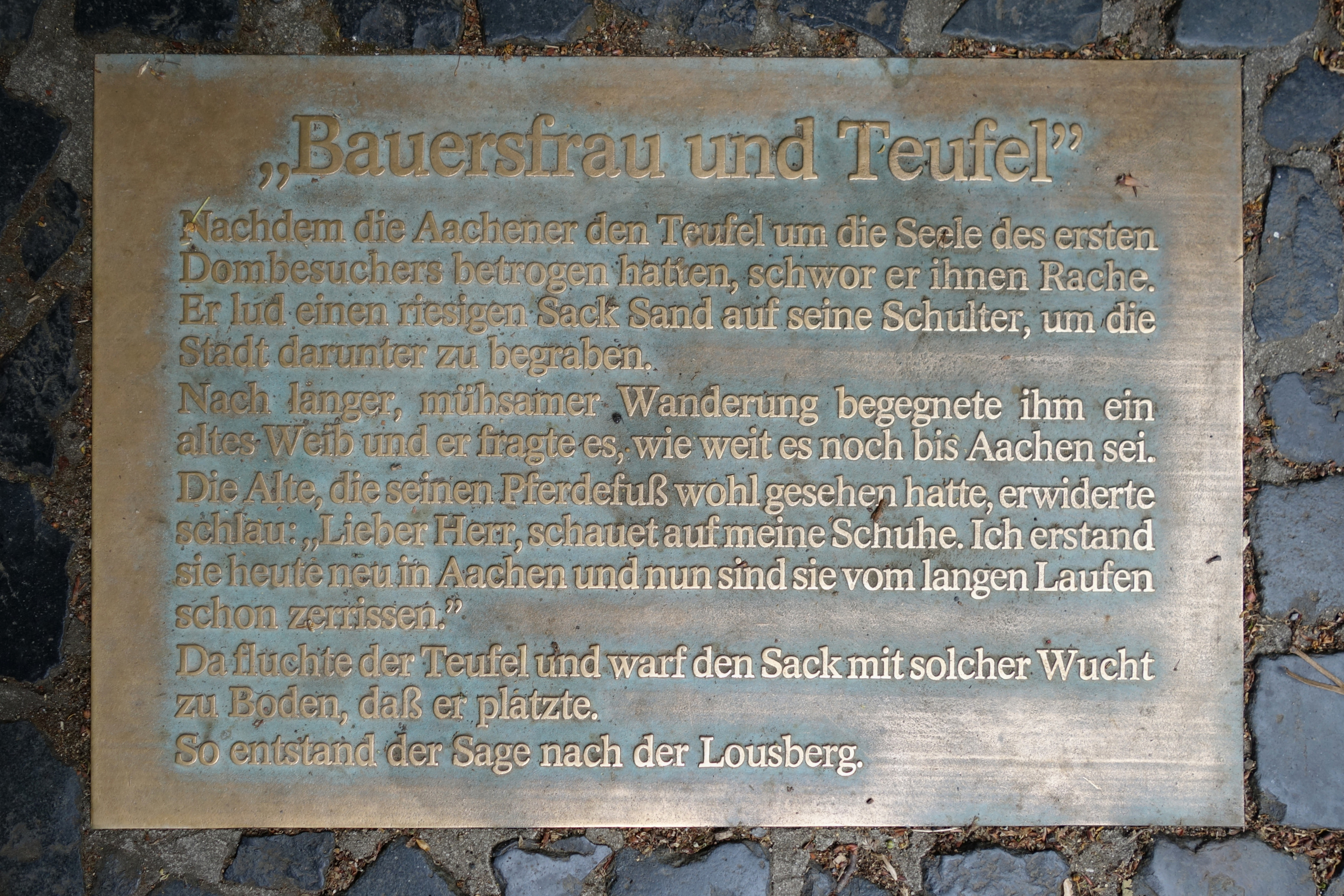
Plakette